# Miersiella umbellata
Miersiella umbellata är en enhjärtbladig växtart som först beskrevs av John Miers, och fick sitt nu gällande namn av Ignatz Urban. Miersiella umbellata ingår i släktet Miersiella och familjen Burmanniaceae. Inga underarter finns listade i Catalogue of Life.